# Monument Valley
Monument Valley (navajsko Tsé Biiʼ Ndzisgaii, dobesedno »dolina skal«) je območje na planoti Colorado, kjer značilno izstopajo skupine osamelcev iz peščenjaka, najvišji se pno 300 m nad dnom doline. Najbolj znane formacije takih osamelcev so v severovzhodni Arizoni vzdolž državne meje Utah–Arizona. Dolina, ki jo imajo Indijanci iz rodu Navajo za sveto, leži znotraj meja njihovega rezervata.
Monument Valley so od leta 1930 dalje upodobili v številnih medijih. Tako je režiser John Ford to lokacijo uporabil za veliko svojih vesternov; kritik Keith Phipps je zato zapisal, da »... je pet kvadratnih milj doline določilo, kako si bodo filmski gledalci desetletja predstavljali ameriški Divji zahod.«

## Geografija in geologija
Območje je del planote Colorado. Nadmorska višina dna doline je od 1500 do 1800 m. Tla so v veliki meri sestavljena iz meljevca skupine Cutler ali iz njega pridobljenega peska, ki so ga nanesle vijugajoče se reke, ki so izdolble samo dolino. Živo rdeča barva doline izvira iz železovega oksida, izpostavljenega v preperelem meljevcu. Temnejše, modrosive kamnine v dolini dobijo barvo iz manganovega oksida.
Osamelci jasno prikazujejo kamnine s tremi glavnimi plastmi. Najnižja plast je skrilavec Organ Rock Shale, srednja je peščenjak de Chelly, zgornja plast pa je formacija Moenkopi, ki jo pokriva konglomerat Shinarump. V dolini so tudi velike kamnite strukture, med njimi znamenito Sončno oko.
Med letoma 1945 in 1967 so na južnem delu Monument Upwarp kopali uran, ki se pojavlja na razpršenih območjih konglomerata Shinarump; vanadij in baker sta v nekaterih nahajališčih povezana z uranom.
Večji sklopi osamelcev so tudi West and East Mitten Buttes, Merrick Butte in Hunts Mesa.

## Turizem
Monument Valley vključuje velik del območja, ki sestavlja plemenski park naroda Navajo, ki je enakovreden narodnemu parku.
Obiskovalci lahko plačajo vstopnino in se peljejo skozi park po 27 km makadamske ceste. Deli Monument Valleyja, kot sta Mystery Valley in Hunts Mesa, so dostopni samo z vodenim ogledom.

## Podnebje
Za Monument Valley je značilno puščavsko podnebje s hladnimi zimami in vročimi poletji. Čeprav so poletja lahko vroča, vročino ublaži visoka nadmorska višina regije. Kljub temu, da je v dolini v letnem povprečju 54 dni nad 32 °C, poleti najvišja temperatura redko preseže 38 °C. Poletne noči so prijetno hladne in temperatura po sončnem zahodu hitro pade. Zime so mrzle, vendar so dnevne temperature običajno nad lediščem. Tudi zimske temperature pod −18 °C so redke, a možne. V Monument Valleyju pozimi sicer občasno rahlo sneži, sneg se običajno stopi v dnevu ali dveh.
| Podnebni podatki za Monument Valley, Arizona | Podnebni podatki za Monument Valley, Arizona | Podnebni podatki za Monument Valley, Arizona | Podnebni podatki za Monument Valley, Arizona | Podnebni podatki za Monument Valley, Arizona | Podnebni podatki za Monument Valley, Arizona | Podnebni podatki za Monument Valley, Arizona | Podnebni podatki za Monument Valley, Arizona | Podnebni podatki za Monument Valley, Arizona | Podnebni podatki za Monument Valley, Arizona | Podnebni podatki za Monument Valley, Arizona | Podnebni podatki za Monument Valley, Arizona | Podnebni podatki za Monument Valley, Arizona | Podnebni podatki za Monument Valley, Arizona |
| Mesec                                        | Jan                                          | Feb                                          | Mar                                          | Apr                                          | Maj                                          | Jun                                          | Jul                                          | Avg                                          | Sep                                          | Okt                                          | Nov                                          | Dec                                          | Letno                                        |
| -------------------------------------------- | -------------------------------------------- | -------------------------------------------- | -------------------------------------------- | -------------------------------------------- | -------------------------------------------- | -------------------------------------------- | -------------------------------------------- | -------------------------------------------- | -------------------------------------------- | -------------------------------------------- | -------------------------------------------- | -------------------------------------------- | -------------------------------------------- |
| Rekordno visoka temperatura °C               | 16                                           | 21                                           | 25                                           | 32                                           | 37                                           | 38                                           | 42                                           | 38                                           | 36                                           | 30                                           | 23                                           | 17                                           | 42                                           |
| Povprečna maks. temperatura °C               | 11.15                                        | 15.23                                        | 21.32                                        | 26.69                                        | 31.26                                        | 35.91                                        | 37.47                                        | 35.63                                        | 32.49                                        | 26.87                                        | 18.43                                        | 11.05                                        | 37.87                                        |
| Povprečna visoka temperatura °C              | 4.8                                          | 8.5                                          | 14.6                                         | 19.6                                         | 25.3                                         | 31.2                                         | 33.3                                         | 31.6                                         | 27.0                                         | 19.9                                         | 10.8                                         | 4.9                                          | 19.3                                         |
| Povprečna nizka temperatura °C               | −4.3                                         | −2.1                                         | 1.9                                          | 5.8                                          | 11.3                                         | 17.3                                         | 19.4                                         | 17.7                                         | 14.1                                         | 7.3                                          | 0.5                                          | −4.1                                         | 7.1                                          |
| Povprečna min. temperatura °C                | −10.97                                       | −9.31                                        | −5.53                                        | −1.84                                        | 1.80                                         | 8.38                                         | 14.21                                        | 12.63                                        | 7.07                                         | 0.34                                         | −7.36                                        | −10.68                                       | −11.39                                       |
| Rekordno nizka temperatura °C                | −22                                          | −20                                          | −13                                          | −9                                           | −7                                           | −1                                           | 9                                            | 3                                            | 1                                            | −6                                           | −14                                          | −23                                          | −23                                          |
| Povprečna količina padavin mm                | 6.6                                          | 4.8                                          | 4.8                                          | 6.1                                          | 7.6                                          | 2.5                                          | 14                                           | 20                                           | 19                                           | 17                                           | 8.1                                          | 4.8                                          | 115                                          |
| Vir: The Western Regional Climate Center     |                                              |                                              |                                              |                                              |                                              |                                              |                                              |                                              |                                              |                                              |                                              |                                              |                                              |

## V popularni kulturi
Monument Valley so prikazali v številnih računalniških igrah, v tisku in v filmih, vključno z več vesterni v režiji Johna Forda, na podlagi katerih se je oblikovala predstava gledalcev o ameriškem Divjem zahodu. Ti filmi so: Stagecoach (1939), My Darling Clementine (1946), Fort Apache (1948), She Wore a Yellow Ribbon (1949) in The Searchers (1956).  
V Monument Valleyju so posneli tudi veliko novejših filmov, med njimi Bilo je nekoč na zahodu Sergia Leoneja (1967), prvi špageti vestern, ki je nastal zunaj Evrope, in Osamljeni jezdec Gore Verbinskega (2013).
V filmu Airwolf: The Movie in serijah, ki so mu sledile, je bil eden od osamelcev v Monument Valleyju (filmski ustvarjalci so območje poimenovali Dolina bogov) skrivališče za izmišljeni helikopter.  

## Galerija slik
- Monument Valley, izvidnik plemena Apači
- Pogled na Monument Valley v zvezni državi Utah, pogled proti jugu na US Route 163, 21 km severno od državne meje Utah – Arizona
- West, East Mittens in Merrick Butte po sončnem zahodu
- Zasnežen sončni vzhod Monument Valley januarja
- Monument Valley West in East Butte ob 6:00 zjutraj
- Peščeni vihar v Monument Valley
- Rastlinstvo Monument Valley
- Pokrajina Monument Valley
- Pogled na Monument Valley s Hunts Mese